# Радомир Антић
Радомир Антић (Житиште, 22. новембар 1948 — Мадрид, 6. април 2020) био је српски и југословенски фудбалер и фудбалски тренер.
Највећи део играчке каријере је провео у београдском Партизану. Једини је тренер који је у својој каријери тренирао Реал Мадрид, Атлетико Мадрид и Барселону. Такође је један од двојице тренера који је седео на клупи Барселоне и Реала. Био је селектор репрезентације Србије од 2008. до 2010.

## Играчка каријера
Антић је рођен у Житишту, а као шестогодишњак се преселио у Ужице. Играчку каријеру је почео у Слободи из Ужица (1967–1970), а затим је прешао у Партизан, у ком је провео највећи део играчке каријере.
У Партизан је дошао 1970. и у њему је остао до 1977. године. Са Партизаном је освојио титулу првака Југославије у сезони 1975/76, а за црно-беле је у првенству Југославије одиграо 181 утакмицу и постигао 9 голова.
У лето 1977. Антић је потписао за Фенербахче. У том истанбулском клубу је провео сезону, пре него што је прешао у шпанску Реал Сарагосу. Године 1980. Антић је прешао у Лутон таун у коме је остао до 1984. У мају 1983. је постигао гол који је спасио клуб од испадања из прве лиге, 4 минута пре завршетка последње утакмице у првенству против Манчестер ситија, који је после тога испао из лиге.
Свој први и једини наступ у дресу репрезентације Југославије је забележио 26. септембра 1973. у Београду, на пријатељском сусрету са репрезентацијом Мађарске (1:1). Антић је тада одиграо свега десетак минута, јер је утакмицу започео са клупе. У игру је ушао у 80. минуту уместо повређеног Фрања Владића, који је претходно у 62. минуту заменио Владимира Петровића Пижона.

## Тренерска каријера
Антић је тренерску каријеру започео 1985. у Партизану, као помоћни тренер, прво Ненаду Бјековићу, а затим Фахрудину Јусуфију. Последњих годину дана је био и тренер млађих категорија. Партизан је напустио током 1988.

### Сарагоса
Прилику да самостално води екипу, добио је у Реал Сарагоси, за коју је наступао и као играч. На место првог тренера је постављен на препоруку Вујадина Бошкова, који је тада тренирао Сампдорију а раније током каријере је водио и Сарагосу, у време када је Антић тамо играо. На свом тренерском дебију, 4. септембра 1988. освојио је бод против Валенсије. Његов тим је ту сезону завршио на петом месту, чиме је изборио пласман у УЕФА Куп. На месту првог тренера Сарагосе је био пуне две и по године.

### Реал Мадрид
Антић је у марту 1991. преузео место првог тренера Реал Мадрид од Алфреда Ди Стефана. Реал је водио на последњих 12 утакмица у првенству, у којима је успео да дође до трећег места на крају сезоне, чиме је изборио пласман у УЕФА Куп.
Водио је екипу и у првом делу наредне сезоне, на укупно 19 утакмица. За Реал су тада играли Емилио Бутрагењо, Мичел, Фернандо Јеро, Мануел Санчиз и Георги Хаџи. На Антићево инсистирање у клуб су дошли Роберт Просинечки, који је претходне сезоне освојио са Црвеном звездом Куп шампиона 1991, као и млади и талентовани Луис Енрике, из Спортинг Хихона.
Тадашњи председник Реала, Рамон Мендоза, довео је Леа Бенхакера на место спортског директора. Бенхакер није био задовољан Антићевим начином вођења екипе, па га је након неколико недеља, средином јануара 1992. отпустио. У том тренутку, Реал се налазио на првој позицији на табели, са седам бодова предности у односу на другопласирану Барселону. Реал је такође у Купу УЕФА изборио пласман у четвртфинале. Вођење тима након одласка Антића је преузео сам Бенхакер. Под његовом командом Реал је испустио предност, па је Барселона у последњем колу освојила титулу.

### Овиједо
Антић је у сезони 1992/93. преузео Реал Овиједо, након што је после 13 одиграних кола заменио смењеног Хавијера Ирурету. Овиједо је завршио сезону два места изнад зоне испадања. Током лета 1993. довео је Славишу Јокановића из Партизана. Ту сезону је Овиједо завршио као девети. Пред наредну сезону довео је Просинечког из Реал Мадрида, где он није много играо због честих повреда. И ту сезону су завршили на деветом месту.
Добри резултати са малим клубом, какав је Овиједо, учинили су га интересантним знатно већим шпанским клубовима. Био је у последњој фази преговора са Валенсијом када је добио понуду Атлетико Мадрида, коју је прихватио.

### Атлетико Мадрид
Највеће успехе је остварио док је био у Атлетико Мадриду, који је тренирао у три наврата. Први пут их је тренирао три сезоне (1995—1998). Када је дошао у клуб, костур тима су чинили Хосе Луис Каминеро, Кико Нарваез, Дијего Симеоне и Љубослав Пенев. Сезону пре Антићевог доласка, Атлетико је у последњем колу изборио опстанак, тако што је са Севиљом играо 2:2. Сезону су завршили са само једним бодом више у односу на екипе које су се нашле у зони испадања.
Када је Антић преузео екипу, у њој је било 35 фудбалера. Антић је извршио селекцију тих играча и оставио је групу од њих 20, на које је рачунао у наредној сезони. Намеравао је да доведе пет, шест играча како би ојачао поједине позиције у тиму. Као прво појачање, намеравао је да доведе Виктора Онопка, којег је тренирао у Овиједу. Атлетико и Онопко су постигли договор, али Овиједо није био задовољан па је случај завршио пред арбитражном комисијом ФИФЕ која је пресудила у корист Овиједа, па је тај трансфер пропао. Друга жеља му је био млади и талентовани Фернандо Моријентес, који је тада наступао за Албасете. Моријентес је изабрао да пређе у Сарагосу из које је касније отишао у Реал.
Из Албасетеа је уместо Моријентеса довео голмана Франсиска Молину и штопера Сантија. Везни ред је ојачао довођењем Роберта Фреснедоса из Еспањола а конкуренцију у нападу је појачао довођењем Аргентинца Леонарда Бјађинија и Уругвајца Фернанде Корее. Довео је тада и мало познатог Милинка Пантића из Паниониоса.
Атлетико је доспео на врх табеле већ после другог кола, а само једном су га препустили, након петог одиграног кола. Одмах у следећем колу су се вратили на челну позицију и задржали су је до краја првенства. Екипа је показала изузетну ефикасност, Пенев је постигао 16, Симоне 12, Кико 11, Пантић 10 а Каминеро 9 голова. Атлетико је те сезоне примио и најмање голова, само 32 на 42 одигране утакмице. Антић је екипу те сезоне предводио и до тријумфа у Купу Краља. У финалу су савладали Барселону након продужетака. Стрелац јединог поготка је био Милинко Пантић.
Тадашњи председник Атлетика, Хесус Хил је издвојио знатна средства како би довео значајна појачања која би клубу помогла у одбрани титуле и што бољем наступу у Лиги шампиона. Антић је покушао да доведе Роналда из ПСВ Ајндховена, али је он ипак одлучио да пређе у Барселону. Уместо њега дошао је Хуан Еснајдер из Реал Мадрида. Такође је дошао и Радек Бејбл који је тог лета са репрезентацијом Чешке стигао до финала Европског првенства 1996. Играње у Европи их је коштало резултата у првенству па су они одмах заостали за Релом и Барселоном. У Лиги шампиона су заузели прво место у групи испред Борусије Дортмунд, Виђева из Лођа и Стеауе Букурешт. У четвртини финала их је избацио Ајакс.
Атлетико је и у сезону 1997/98. ушао доста амбициозно. Доведена су два велика појачања, Кристијан Вијери из италијанског шампиона Јувентуса и Жунињо Паулиста из Мидлзброа. Део средстава за те трансфере добијен је продајом Дијега Симеонеа Интеру. Атлетико је у првенству играо у променљивој форми, па су се појавиле гласине да би Антић могао бити смењен. Након пораза од Лација у Купу УЕФА председник Хил је саопштио новинарима да је пронашао замену за Антића. Након завршетка првенства Антић је отпуштен а на његово место је доведен Италијан Ариго Саки.

### Барселона
Антић је 2. фебруара 2003. званично постављен за тренера Барселоне. Потписао је шестомесечни уговор, а дошао је уместо Холанђанина Луја ван Гала. Антић је преузео клуб када је био на 15. месту Примере. Водио је Барсу на 24 званичне утакмице, забележио је 12 победа, осам нерешених резултата и четири пораза. Успео је да на крају сезоне освоји 6. место, и тако избори пласман у Куп УЕФА. У четвртфиналу Лиге шампиона је изгубио од Јувентуса, и то након продужетака. На крају сезоне је напустио Барселону, а на његово место доведен је Франк Рајкард.

### Селта
Крајем јануара 2004. је преузео Селту. Селта се у том моменту налазила на 17. месту Примере, са само једним бодом више од првог тима у зони испадања. Антић је уговор потписао до краја сезоне, са опцијом да буде продужен уколико екипа обезбеди пласман у еврокупове. Селта је у тој сезони играла и у Лиги шампиона, где их је у осмини финала чекао Арсенал. Антић није успео да елиминише Арсенал, јер је у оба меча поражен. Ни у првенству резултати нису били бољи. Селта је 28. марта 2004. изгубила код куће од Сарагосе са 2:0 па је пала на претпоследње место Примере, два бода иза Еспањола, а четири иза Мајорке, која је била последњи клуб изван зоне испадања. Након тог меча Антић је поднео оставку. Антић је са Селтом на девет првенствених утакмица освојио само седам бодова.

### Србија
Након више од четири године без тренерског ангажмана, Антић је 19. августа 2008. постављен за селектора фудбалске репрезентације Србије. Водио је национални тим на 28 званичних сусрета (17 победа, 3 ремија, 8 пораза). У квалификацијама остварио директан пласман на Светско првенство 2010. у Јужној Африци, на коме„ орлови” нису прошли у други круг.
После две године и 21 дана на челу националног тима Радомир Антић је смењен 15. септембра 2010. једногласном одлуком Извршног одбора Фудбалског савеза Србије.

### Кина
У децембру 2012. је преузео кинеског суперлигаша Шандонг, потписавши двогодишњи уговор са клубом. У овом клубу је провео годину дана, након чега је добио отказ. Антић је са Шандонгом сезону 2013. у Суперлиги Кине, завршио на другом месту на табели, али је то друго место освојено са 18 бодова заостатка у односу на шампионски тим Гвангжу Евергранде, који је водио Марчело Липи.
Крајем јануара 2015. је постављен за тренера кинеског друголигаша Хебеја. Он је према наводима кинеских медија потписао трогодишњи уговор вредан три милиона евра по сезони, а имаће и одређене бонусе у случају пласмана у елитни ранг кинеског фудбала. Антић је на клупи Хебеја био само до 18. августа 2015. када је добио отказ. До раскида сарадње дошло је после низа лоших резултата овог клуба, који нису били на нивоу очекивања руководства.

## Породица
Био је ожењен Вером, са којом има двоје деце: ћерку Ану (удату за кошаркаша Николу Лончара) и сина Душана (ожењеног женом Мирјаном). Има четворо унучади, два унука (Марка и Радомира) и две унуке (Ивану и Петру). Име Радомир је добио по свом ујаку Радету Бркићу.

## Смрт и наслеђе
Преминуо је 6. априла 2020. године, у 72. години живота. Дана 12. августа 2021. године, стадион Слободе из Ужица је променио име у Стадион Радомир Антић.

## Успеси

### Играчки
Партизан
- Првенство Југославије (1): 1975/76.

Лутон таун
- Друга дивизија Енглеске (1): 1981/82.

### Тренерски
Атлетико Мадрид
- Првенство Шпаније (1): 1995/96.
- Куп Шпаније (1): 1995/96.

### Појединачни
- Српски фудбалски тренер године (1): 2009.